# C-33 (Spanje)
De autopista C-33 is een autosnelweg in Catalonië.
Deze weg verbindt de AP-7 ten noorden van Barcelona met het centrum en de C-17.